# تلخاب (هندمینی)
تلخاب، روستایی در دهستان زرانگوش بخش هندمینی شهرستان بدره در استان ایلام ایران است.

## جمعیت
بر پایه سرشماری عمومی نفوس و مسکن در سال ۱۳۹۵، جمعیت این روستا برابر با ۷۷۲ نفر (۲۰۲ خانوار) بوده‌است.